# Lukáš Lacko
Lukáš Lacko (Piešťany, Eslovaquia; 3 de noviembre de 1987) es un exjugador de tenis.

## Carrera

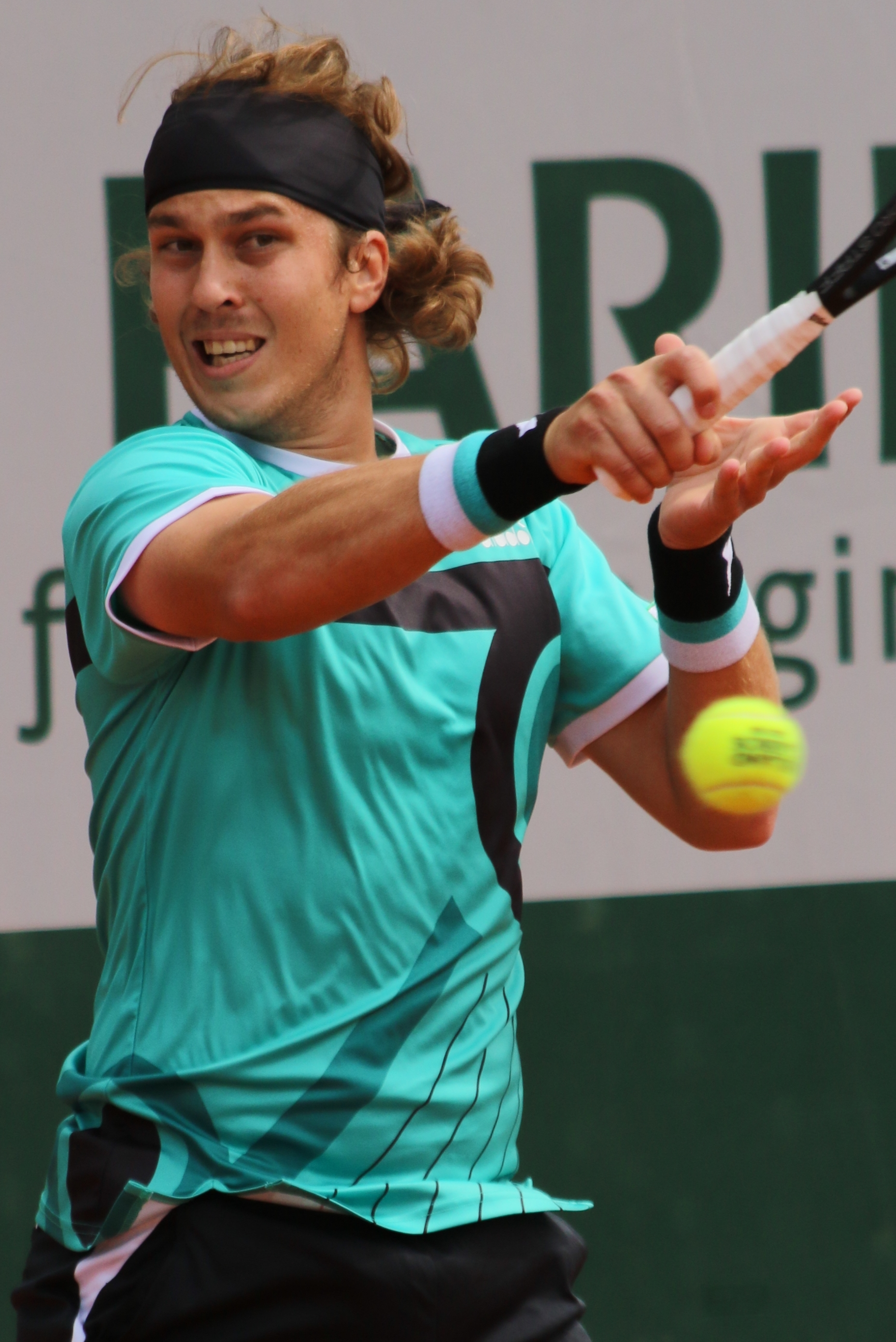
Lacko en 2019

### Juniors
Como jugador junior Lacko cosechó un récord de partidos ganados/perdidos de 88–39, alcanzando el puesto n.º 3 del ranking combinado junior en febrero de 2005.
Grand Slam Junior:
Abierto de Australia: QF (2005)

Torneo de Roland Garros: SF (2005)

Wimbledon: 1R (2004)

US Open: 2R (2005)

### Pro tour

#### 2010
Durante el Abierto de Australia 2010, perdió en segunda ronda ante el n.º 2 del randking mundial y defensor del título Rafael Nadal por 2–6, 2–6, 2–6.
En el Torneo de Roland Garros 2010, ganó en primera ronda en un largo partido ante el estadounidense Michael Yani por 6–4, 6–7, 6–7, 7–6, 12–10. El partido duró 4 horas y 56 minutos, teniéndose que disputar en dos días y batió el récord del partido con más juegos disputados en el torneo.
En el Campeonato de Wimbledon 2010, Lacko derrota en primera ronda al cabeza de serie Nº24, el chipriota Marcos Baghdatis en 4 sets. Pero cayó derrotado en segunda ronda ante el galo Jérémy Chardy.

#### 2011
En este año debutó en el Abierto de Australia pero cayó derrotado en primera ronda a manos del suizo Roger Federer. Obtuvo títulos en la categoría ATP Challenger Series. Ganó el individuales del Challenger de Esmirna, y en su nación, obtuvo el individual y el dobles del Challenger de Bratislava.

#### 2012
El n.º 2 eslovaco (detrás de Martin Klizan) consiguió su primera final ATP World Tour en el Torneo de Zagreb. Cayó derrotado ante el ruso Mijaíl Yuzhny. Llegó a la tercera ronda en el Abierto de Australia. Obtuvo otro challenger en Helsinki derrotando al local Jarkko Nieminen en la final.

#### 2013
Volvió a ganar, por segunda vez, el título del Slovak Open. Esta vez derrotó en la final al checo Lukáš Rosol por 6:4, 4:6, 6:4.

## Títulos ATP (0; 0+0)

### Individual (0)
| Leyenda                   |
| Grand Slam (0)            |
| ATP Wourld Tour Final (0) |
| ATP Masters 1000 (0)      |
| ATP World Tour 500 (0)    |
| ATP World Tour 250 (0)    |

#### Finalista (2)
| N.º | Fecha                | Torneo     | Superficie | Oponente en la final | Resultado |
| --- | -------------------- | ---------- | ---------- | -------------------- | --------- |
| 1.  | 5 de febrero de 2012 | Zagreb     | Dura (i)   | Mijaíl Yuzhny        | 2-6, 3-6  |
| 2.  | 30 de junio de 2018  | Eastbourne | Hierba     | Mischa Zverev        | 4-6, 4-6  |

### Dobles (0)
| Leyenda                   |
| Grand Slam (0)            |
| ATP Wourld Tour Final (0) |
| ATP Masters 1000 (0)      |
| ATP World Tour 500 (0)    |
| ATP World Tour 250 (0)    |

#### Finalista (1)
| N.º | Fecha                    | Torneo          | Superficie | Pareja       | Oponentes en la final     | Resultado        |
| --- | ------------------------ | --------------- | ---------- | ------------ | ------------------------- | ---------------- |
| 1.  | 23 de septiembre de 2012 | San Petersburgo | Dura (i)   | Igor Zelenay | Rajeev Ram Nenad Zimonjić | 2-6, 6-4, [6-10] |

## Clasificación en torneos del Grand Slam
| Torneo               | 2007 | 2008 | 2009 | 2010 | 2011 | 2012 | 2013 | 2014 | 2015 | 2016 | 2017 | 2018 | 2019 | 2020 | Títulos |
| -------------------- | ---- | ---- | ---- | ---- | ---- | ---- | ---- | ---- | ---- | ---- | ---- | ---- | ---- | ---- | ------- |
| Abierto de Australia | 1R   | 1R   | -    | 2R   | 1R   | 3R   | 2R   | 1R   | 2R   | Q1   | 3R   | 2R   | Q1   | Q1   | 0       |
| Roland Garros        | -    | -    | -    | 2R   | -    | 1R   | 1R   | 1R   | 1R   | -    | Q1   | -    | Q1   | Q1   | 0       |
| Wimbledon            | -    | -    | 1R   | 2R   | 1R   | 3R   | 1R   | 1R   | 1R   | 3R   | Q3   | 2R   | Q1   | ND   | 0       |
| US Open              | -    | -    | -    | 1R   | 1R   | 1R   | 1R   | 1R   | 1R   | 1R   | 1R   | 1R   | Q3   | -    | 0       |

## Challenger Series

### Individuales
| N.º | Fecha      | Torneo                       | Superficie | Oponente en la final | Resultado        |
| --- | ---------- | ---------------------------- | ---------- | -------------------- | ---------------- |
| 1.  | 15.10.2007 | Challenger de Kolding        | Dura       | Gilles Muller        | 7-6(3), 6-4      |
| 2.  | 18.05.2009 | Challenger de Fergana        | Dura       | Samuel Groth         | 4-6, 7-5, 7-6(4) |
| 3.  | 18.05.2009 | Challenger de Seúl           | Dura       | Dušan Lojda          | 6-4, 6-2         |
| 4.  | 19.09.2011 | Challenger de Esmirna        | Dura       | Marsel Ilhan         | 6-4, 6-3         |
| 5.  | 14.11.2011 | Challenger de Bratislava (1) | Dura       | Ričardas Berankis    | 7-6(7), 6-2      |
| 6.  | 18.11.2012 | Challenger de Helsinki       | Dura (i)   | Jarkko Nieminen      | 6-3, 6-4         |
| 7.  | 10.11.2013 | Challenger de Bratislava (2) | Dura (i)   | Lukáš Rosol          | 6-4, 4-6, 6-4    |
| 8.  | 11.10.2014 | Challenger de Tashkent       | Dura       | Sergiy Stakhovsky    | 6-2, 6-3         |
| 9.  | 27.09.2015 | Challenger de Esmirna (2)    | Dura       | Marius Copil         | 6-3, 7-6         |
| 10. | 12.11.2017 | Challenger de Bratislava (3) | Dura (i)   | Marius Copil         | 6-4, 7-64        |
| 11. | 19.11.2017 | Challenger de Brescia        | Moqueta    | Laurynas Grigelis    | 6-1, 6-2         |
| 12. | 06.05.2018 | Challenger de Glasgow        | Dura (i)   | Luca Vanni           | 4-6, 7-6, 6-4    |
| 13. | 20.10.2019 | Challenger de Ismaning       | Moqueta    | Maxime Cressy        | 6-3, 6-0         |
| 14. | 05.09.2021 | Challenger de Mallorca       | Dura       | Yasutaka Uchiyama    | 5-7, 7-68, 6-1   |

### Dobles
| N.º | Fecha      | Torneo                               | Superficie | Pareja         | Oponente en la final                  | Resultado        |
| --- | ---------- | ------------------------------------ | ---------- | -------------- | ------------------------------------- | ---------------- |
| 1.  | 30.04.2006 | Challenger de Hubli                  | Dura       | Kamil Čapkovic | Sanchai Ratiwatana Sonchat Ratiwatana | 6-3, 7-5         |
| 2.  | 13.09.2009 | Challenger de Saint-Rémy-de-Provence | Dura       | Jiří Krkoška   | Ruben Bemelmans Niels Desein          | 6-1, 3-6, [10-3] |
| 3.  | 20.11.2011 | Challenger de Bratislava             | Dura (i)   | Jan Hájek      | Lukáš Rosol David Škoch               | 7-5, 7-5         |